# 动力蛋白

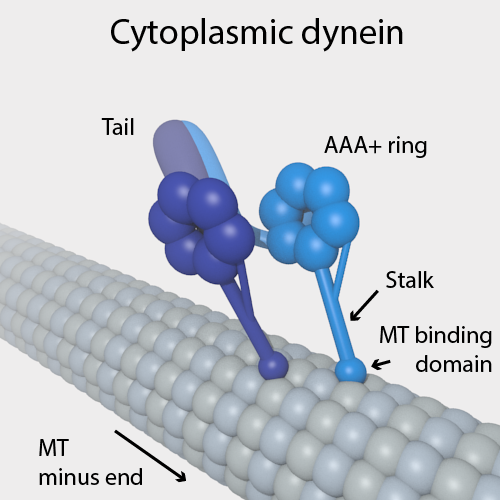
结合在微管上的动力蛋白重链

高能蛋白（英語：Dynein）是一种马达蛋白（或分子马达），可将ATP高能磷酸键的化学能转化为机械能。动力蛋白依靠在微管上向负端的“行走”运输细胞内的货物。细胞骨架微管的负端指向细胞中心，因此动力蛋白也被称为负端指向的分子马达。，而移动向微管正端的驱动蛋白则被称为是正端指向的分子马达，动力蛋白可以朝微管两极运动

## 分类
动力蛋白可以分为两类，即细胞质动力蛋白和轴丝动力蛋白。轴丝动力蛋白也被称为纤毛动力蛋白或鞭毛动力蛋白。
- 轴丝动力蛋白
  - 重链：DNAH1、DNAH2、DNAH3、DNAH5、DNAH6、DNAH7、DNAH8、DNAH9、DNAH10、DNAH11、DNAH12、DNAH13、DNAH14、DNAH17
  - 中间链：DNAI1、DNAI2
  - 中间轻链：DNALI1
  - 轻链：DNAL1、DNAL4
- 细胞质动力蛋白
  - 重链：DYNC1H1、DYNC2H1
  - 中间链：DYNC1I1、DYNC1I2
  - 中间轻链：DYNC1LI1、DYNC1LI2、DYNC2LI1
  - 轻链： DYNLL1、DYNLL2、DYNLRB1、DYNLRB2、DYNLT1、DYNLT3

## 功能
轴丝动力蛋白可以使纤毛和鞭毛滑动，轴丝动力蛋白只在有纤毛和鞭毛结构的细胞中发现。而细胞质动力蛋白则在所有的动物细胞和绝大部分植物细胞中发现。细胞质动力蛋白履行细胞生存所必须的职能，如物质运输和中心体装配。细胞质动力蛋白可以沿着微管进行性移动，即动力蛋白其中一个杆总是链结在微管上，依靠这种方式，细胞质动力蛋白可以持续移动很长距离而不与微管分离。细胞质动力蛋白同样有助于对高尔基体和其他细胞器的定位。它同样可以帮助内质网、溶酶体进行物质运输。动力蛋白也可能参加了染色体的定位与细胞分裂。动力蛋白沿神经元轴突运输细胞器和微管片断的过程被称为轴浆运输。

## 结构
动力蛋白是由多较小的亚基组成的复杂的蛋白质。细胞质动力蛋白与轴丝动力蛋白具有一些相同的亚基，也具有一些独有的亚基。

### 细胞质动力蛋白

细胞质动力蛋白有两个球形重链“头部”，这两个重链依靠前部的竿在微管上“行走”。动力蛋白激活蛋白（图中未示出）帮助在轻链上加载货物。

细胞质动力蛋白具有150万道尔顿分子质量，包含大约12个亚基。其中2个被称为重链，具有52万道尔顿分子质量，具有ATP酶活性，因而负责沿微管的运动。细胞质动力蛋白还具备2个7.4万道尔顿的中间链，被认为是动力蛋白用于锚定货物。目前对于其他4个中间链和轻链的认识较少。
具有有ATP酶活性的重链构成动力蛋白球状"头"，动力蛋白“头”和细胞其他部分由两个突起物连接。其中一个突起物为卷曲状的螺旋状杆，通过与微管的反复结合与分离，使动力蛋白在微管上“行走”。另外一个突出物为延长尾，结合至中间链和轻链上，负责运输货物与动力蛋白的连接。重链在整个动力蛋白中的轮流活动使单个动力蛋白在不脱离微管的情况下长距离运输货物。
在真核生物有丝分裂中的动力蛋白需要由动力蛋白激活蛋白激活。动力蛋白激活蛋白可促使动力蛋白与运输货物结合，也可以调节动力蛋白的活动。

### 轴丝动力蛋白

轴丝横切，示轴丝动力蛋白臂

轴丝动力蛋白依据生物的不同具有一到三个不等同的重链，每一个重链有一个环状马达结构域，一个起跟踪作用的卷曲微管以及一个延长尾来连接同一轴丝中的其他微管。当水解ATP时重链马达结构域会经历一个构像变化，因而带动动力蛋白以“杆”作为支点运动。

## 历史
动力蛋白在1936年对纤毛和鞭毛运动的研究中被首次发现和命名，20年后，在轴丝动力蛋白被发现之后，细胞质动力蛋白也被分离和鉴定。